# Stephanie Jacobsen
Stephanie Chaves-Jacobsen (Hong Kong, 22 giugno 1980) è un'attrice australiana.

## Vita personale
Stephanie Jacobsen nasce a Hong Kong, in Cina, il 22 giugno 1980. All'età di dodici anni si trasferisce con la sua famiglia in Australia.
La madre è portoghese, il padre ha origini cinesi-norvegesi-inglesi.

Frequenta l'Università di Sydney, dove consegue una doppia laurea in filosofia e letteratura inglese.

## Carriera
Stephanie Jacobsen iniziò la sua carriera tra il 2001 e il 2002, interpretando il ruolo di Charlotte Adams nella soap-opera australiana Home and Away.
Apparve poi in Farscape, nella commedia della SBS Pizza, nel remake della serie Battlestar Galactica, nel film Razor che precede la quarta stagione di quest'ultima e nella seconda stagione di Terminator: The Sarah Connor Chronicles.
Ha recitato anche in diversi spot pubblicitari.
Più recentemente ha partecipato in ruolo di personaggio ricorrente in Revenge e Star-Crossed.

## Filmografia

### Cinema
- Devil's Tomb - A caccia del diavolo (The Devil's Tomb), regia di Jason Connery (2009)
- Alex Cross - La memoria del killer (Alex Cross), regia di Rob Cohen (2012)

### Televisione
- Pizza - serie TV, 5 episodi (2000-2001)
- Farscape - serie TV, episodio 3x11 (2001)
- Home and Away - soap opera, 87 episodi (2001-2002)
- HeadLand - serie TV, 10 episodi (2005-2006)
- Battlestar Galactica: Razor, regia di Félix Enríquez Alcalá (2007) - film TV
- Life on Mars, regia di Thomas Schlamme (2008) - film TV
- Terminator: The Sarah Connor Chronicles - serie TV, 10 episodi (2008-2009)
- Melrose Place - serie TV, 18 episodi (2009-2010)
- Quantum Apocalypse, regia di Justin Jones (2010) - film TV
- Due uomini e mezzo (Two and a Half Men) - serie TV, episodio 9x02 (2011)
- Ultra Boys (Three Inches), regia di Jace Alexander (2011) - film TV
- Boomerang - episodio pilota scartato (2013)
- Hawaii Five-0 - serie TV, episodio 3x14 (2013)
- La casa dei segreti (House of Secrets), regia di Kevin L. Powers (2014) - film TV
- Revenge - serie TV, 4 episodi (2014)
- Star-Crossed - serie TV, 5 episodi (2014)
- NCIS - Unità anticrimine (NCIS) - serie TV, episodio 12x04 (2014)

## Doppiatrici italiane
Nelle versioni in italiano nelle opere in cui ha recitato, Stephanie Jacobsen è stata doppiata da:
- Stella Musy in Revenge, NCIS - Unità anticrimine
- Angiolina Gobbi in Devil's Tomb - A caccia del diavolo
- Franca D'Amato in Alex Cross - La memoria del killer
- Daniela Calò in Terminator: The Sarah Connor Chronicles
- Domitilla D'Amico in Melrose Place
- Emanuela D'Amico in Star-Crossed